# Шелухин, Тимофей Семёнович
Тимофей Семёнович Шелухин (6 марта 1927, Баклановская, Северо-Кавказский край, СССР — 19 мая 2020, Баклановская, Ставропольский край, Россия) — советский писатель, прозаик, участник трудового фронта Великой Отечественной войны. Почётный гражданин станицы Баклановской и Изобильненского района.
Член Союза писателей СССР и с 1992 года член Союза писателей России.

## Биография
Родился 6 марта 1927 года в станице Баклановская Изобильненского района Северо-Кавказского края, ныне Ставропольский край. Когда ему исполнилось восемь лет пошёл в школу. В 1942 году завершил обучение в Баклановской семилетней школе. Работать начал рано, во время Великой Отечественной войны устроился в местный колхоз «Боевая единица». С четырнадцатилетнего возраста стал бригадным водовозом, а затем плугатарем. Но главной его профессией была - комбайнер, которую он получил в Григорополисской школе крайзо в 1943 году. С детства сочинял стихи и рассказы.
С марта 1945 года постоянно находился на комсомольской и партийной работе (избирался в состав пленума крайкома комсомола и краевого комитета партии). В 1952 году завершил обучение в вечерней десятилетней школе в станице Новотроицкой, после чего подал документы на поступление на заочное отделение в Ставропольский педагогический институт. Завершив обучение в высшем учебном заведении, получил диплом учителя русского языка и литературы.
С 1960 года и на протяжении двадцати лет редактировал колхозную многотиражную газету «Знамя труда». Вскоре появились книги его очерков, автобиографические книги «Конец Андреева детства» (1975 г.) и «Пророк в своём отечестве» (первоначальное заглавие – «Там, где лебяжьи острова» (1976 г.).
В 1981 году в свет вышла его повесть о колхозной жизни «Отчая земля», которая подверглась большой цензуре. После 27-го съезда КПСС уже без цензурных изъятий была опубликована повесть «Белокониха».
После отмены цензуры в 1990-е годы одна за другой стали выходить его новые книги: «Отцово родство» (1992 г.), «Прощёный день» (1995 г.), «Люди моего юрта» (1997 г.), «Второй фронт» (1998 г.), «По обе стороны дороги» (1999 г.), «От Кубани до Чограя» (2001 г.), «Жизнь на ничейной земле» и другие.
Проживал в своей родной станице Баклановской. Умер 19 мая 2020 года. 

## Награды
- Лауреат Губернаторской премии имени Андрея Губина.
- Лауреат премии им. Семёна Бабаевского.
- Почётный гражданин станицы Баклановской и Изобильненского района.